# Begonia convolvulacea
Begonia convolvulacea är en begoniaväxtart som först beskrevs av Johann Friedrich Klotzsch, och fick sitt nu gällande namn av A. Dc. Begonia convolvulacea ingår i släktet begonior, och familjen begoniaväxter. Inga underarter finns listade i Catalogue of Life.

## Bildgalleri

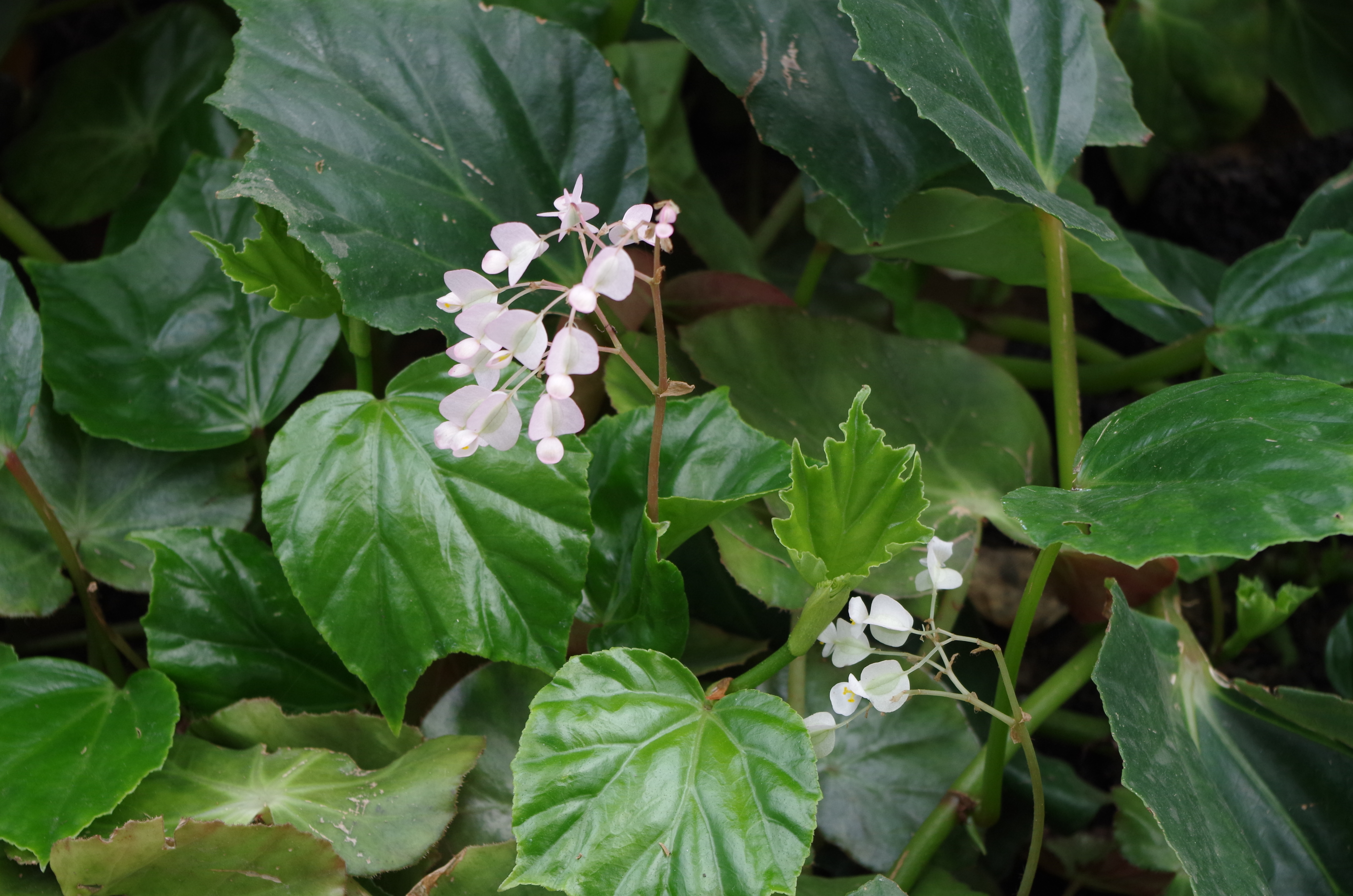